# Huub Hieltjes
Hubertus Boudewijn (Huub) Hieltjes (Deventer, 7 augustus 1965) is een Nederlands jurist, politicus en bestuurder. Hij is lid van de VVD. Sinds 21 februari 2020 is hij burgemeester van Duiven.

## Loopbaan
Hieltjes begon zijn loopbaan na de middelbare school bij de Belastingdienst waar hij onder meer controleur en inspecteur was, eerst in Doetinchem en daarna in Den Haag. In de avonduren studeerde hij fiscaal recht aan de Universiteit Leiden. Later was hij leidinggevende bij het ministerie van Financiën en directeur bij het NLFI. Hij werd politiek actief voor de VVD in de toenmalige gemeente Bergh. Namens de VVD was hij van 1995 tot 2007 Statenlid van Zuid-Holland, waar hij ook enige tijd fractievoorzitter was.
Van 2009 tot 1 januari 2018 was Hieltjes namens de VVD algemeen en dagelijks bestuurslid van Brabantse Delta. Hij had onder meer ruimte voor de rivier inrichtingsplannen, waterberging & beek- en kreekherstel, gemeentelijke waterketen (rioleringsplannen/IBA’s), gemeentelijke waterplannen & uitvoeringsplannen, overdracht stedelijk waterbeheer, afkoppeling bestaand stedelijk gebied, Inrichting evz’s & natuurvriendelijke oevers, optimalisatie van de afvalwater systemen, ruimte voor de rivier (Volkerak Zoommeer), watervoorziening Roode Vaart & de Uitvoeringsprojecten nieuwbouw, verbetering & inrichting regionale waterkeringen (in het hele gebied) in zijn portefeuille. In 2017 was hij enige tijd waarnemend dijkgraaf bij dat waterschap en had hij algemene & bestuurlijke zaken in zijn portefeuille.
Hieltjes was van 1 januari 2018 tot 21 februari 2020 waarnemend burgemeester van Kapelle. Hij had er onder meer openbare orde & veiligheid, integrale handhaving, bedrijfsvoering, personeel & organisatie, dienstverlening, facilitaire zaken, toerisme & recreatie, regionale samenwerking, representatie, evenementen (incl. vergunningverlening), communicatie, ICT & informatievoorziening in zijn portefeuille. Hij was commissaris bij de Brabant Water N.V. en de N.V. Westerscheldetunnel. Op 21 februari 2020 werd hij burgemeester van Duiven. Hij kreeg er onder meer openbare orde & veiligheid, handhaving & APV, verbeteren bestuurscultuur, economie, ICT, privacy & informatiebescherming, bestuur Streekarchivariaat De Liemers en Doesburg, nutsbedrijven, dienstverlening & communicatie en toekomstscenario's Duiven in zijn portefeuille.

## Persoonlijk
Hieltjes bracht met zijn ouders en drie oudere broers zijn tienerjaren door in Zeddam. Tot zijn burgemeesterschap woonde hij in Breda. Hij heeft een partner.